# SC Wacker 04 Berlin
SC Wacker 04 Berlin was een Duitse voetbalclub uit de hoofdstad Berlijn.

## Geschiedenis
Op 25 juli 1904 werd Reinickendorfer FC West 04 gesticht en fusioneerde in 1908 met Tegeler FC Hohenzollern en werd zo SC Wacker 04 Tegel (Tegel is een stadsdeel van Berlijn).
In de jaren 20 speelde de club in de Oberliga Berlin, dat toen een eerste klasse was en in 1933 kwalificeerde de club zich voor de nieuwe Gauliga. Daar speelde Wackter tot aan het einde van de Tweede Wereldoorlog, met uitzondering van seizoen 1934/35 en 1939/40.
In 1931 stond Wacker in de finale van de Berliner Pokal maar verloor daar tegen Tennis Borussia Berlin met 0-6.
Na de oorlog werden alle Duitse clubs opgedoekt, de club werd heropgericht als SG Reinickendorf-West en nam in 1949 de naam SC Wacker 04 Berlin aan. Tot 1957 speelde de club in de 1ste klasse van de Berliner Stadtliga. Na de oprichting van de Bundesliga in 1963 speelde de club in de Regionalliga Berlin, de 2de klasse. In 1974 werden de Regionalliga's opgedoekt en werd de 2. Bundesliga gesticht. Wacker kon zich daarvoor plaatsen en speelde er 3 seizoenen alvorens te degraderen. Wacker kon echter direct terugkeren maar het zou het laatste optreden in de 2de klasse worden.
In het seizoen 1991/92 speelde de club voor het laatst in de Oberliga. In 1994 ging de club bankroet en sloten de leden zich bij BFC Alemannia 90 aan die nu BFC Alemannia 90 Wacker werd. In 2013 greep deze club terug naar de oorspronkelijke naam BFC Alemannia, waardoor de naam Wacker nu voorgoed verdween. 